# Freibad Gimbsheim

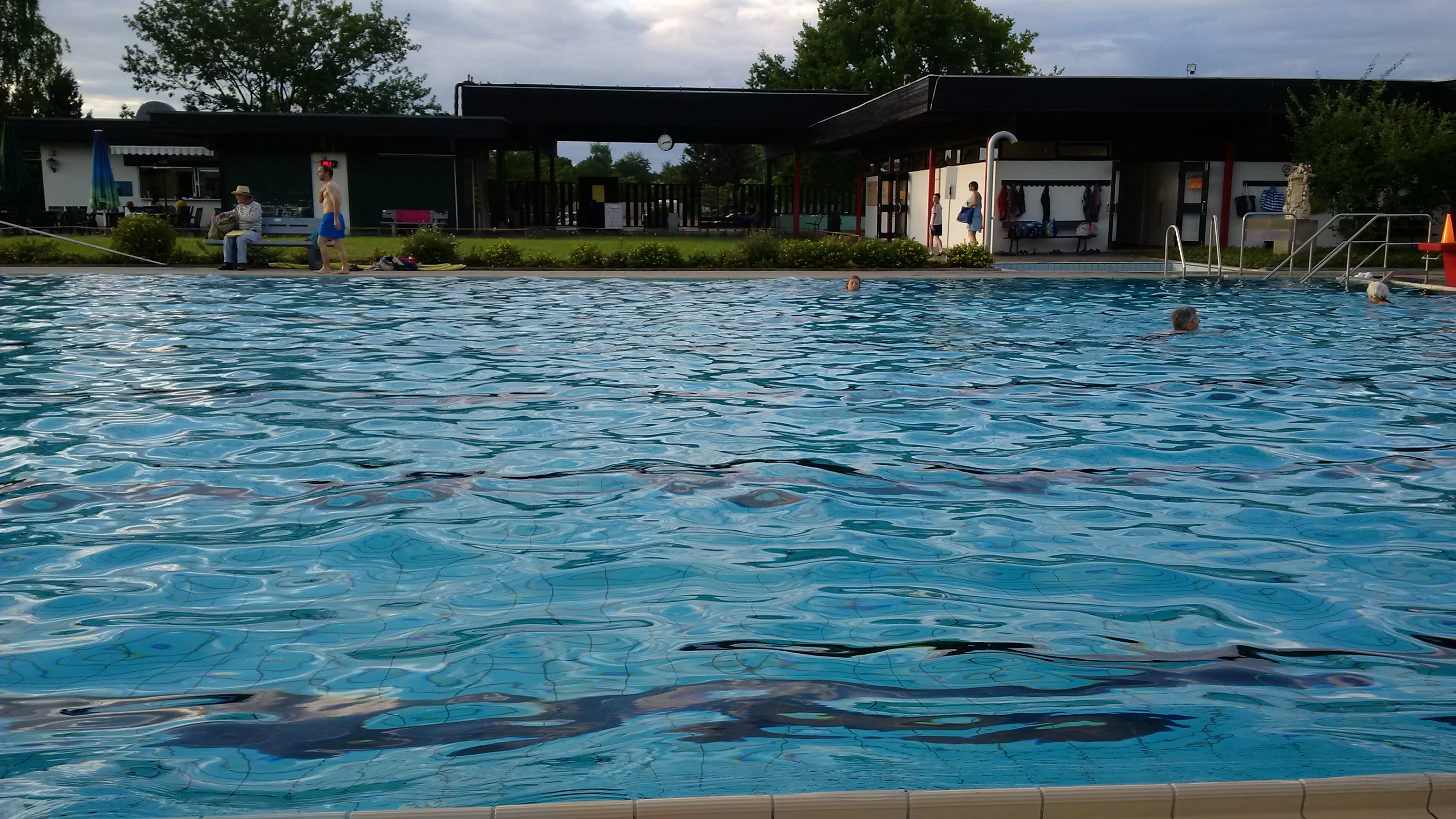
50-m-Becken, Freibad Gimbsheim

Das Freibad Gimbsheim (auch Schwimmbad Gimbsheim, offiziell Bürger- und Vereinsbad Gimbsheim) ist ein Freibad in Gimbsheim, einem Dorf in Rheinland-Pfalz. Das Freibad liegt südöstlich von Gimbsheim und nördlich des Niederrhein Sees. 

## Geschichte
1973 wurde im Auftrag der Gemeinde Gimbsheim der Grundstein für das Freibad gelegt. Das Bad wurde 1974 eröffnet und ging aufgrund einer Landesverordnung zum 1. Januar 1975 auf die Verbandsgemeinde Eich über. Diese betrieb das Bad bis zum Jahr 2000. Aufgrund mangelnder Investitionen durch die öffentliche Hand stand das Bad dann vor der Schließung. Nach Bürgerprotesten gründete sich der Schwimmverein Freibad Gimbsheim, der die Trägerschaft des Bades übernahm (Bürgerbad) und neben den Betriebskosten mehr als 2,1 Mio. Euro in den Erhalt des Bades investiert hat. Die Verbandsgemeinde Eich unterstützt das Bad mit einem Zuschuss zwischen 20.000 und 43.000 Euro jährlich.

## Ausstattung und Betrieb
Das Freibad ist zwischen Mai und September zugänglich und verzeichnet pro Jahr 80.000 Besucher.
Auf dem als Park angelegten Freigelände liegen drei Wasserflächen. Größte Fläche ist das 50-m-Schwimmerbecken mit Sprunggrube (1 m, 3 m). Daneben befindet sich das Nichtschwimmerbecken mit Rutsche. Hinter dem Schwimmerbecken abgetrennt am Spielplatz liegt das Kleinkinderplanschbecken. Das Freibad verfügt über eine 1,5 ha große Liegewiese und einen Kiosk mit Innenterrasse und Außenterrasse (Radlertreff). Innerhalb der Grünflächen finden sich verschiedene Kunstwerke, u. a. großformatige keramischen Plastiken der Bildhauerin und Malerin Christine Hach.
Das Bad minimiert seit Jahren seinen ökologischen Fußabdruck. Das Beckenwasser wird aus dem See entnommen und nach dem Winter ins Grundwasser versickert. Es wird durch Sonnenenergie erwärmt. Durch den Entfall des Heizkraftwerks für das Beckenwasser konnte ein Storchennest auf dem Schornstein entstehen, das von Störchen belegt ist.

## Trägerverein
Träger des Schwimmbads ist der Schwimmverein Freibad Gimbsheim e.V. Dieser Verein ist mit rund 4850 Mitgliedern der fünftgrößte Sportverein im Bundesland Rheinland-Pfalz. Er hat aktuell fünf Abteilungen (Breitensport, Wassergymnastik, Leistungsschwimmen, Sportabzeichen, Schwimmschule). 
Der Verein wurde im Jahr 2001 aus einer Bürgerbewegung heraus gegründet, um das Freibad Gimbsheim vor der in 2001 von der Verbandsgemeinde Eich geplanten Schließung zu retten. Erster Vorsitzender war von 2001 bis 2017 Eugen Oswald und ist seither David Profit.